# دهلک
دُهُلَک (Tymbal یا timbal) اصطلاحی است که برای نامیدن ساختار آج‌دار استخوان‌بندی بیرونی حشرات که تولید صدا می‌کند استفاده می‌شود. زنجره‌های نر در شکم خود غشایی دارند که دهلک نام دارد و جیرجیر یا همان صدای ویژه این جانور به‌وسیله آن تولید می‌شود. در شاپرک‌های ببری Arctiidae دهلک ناحیه‌ای تغییریافته از سینه‌گاه است که تقه‌هایی با بسامد بالا در آن تولید می‌شود.